# Heinrich George
Heinrich Georgeⓘ, właśc. Georg August Friedrich Hermann Schulz (ur. 9 października 1893 w Szczecinie, zm. 26 września 1946 w Oranienburgu) – niemiecki aktor teatralny i filmowy, dyrektor Teatru im. Friedricha Schillera w Berlinie.
Karierę na srebrnym ekranie zaczynał jeszcze w czasach kina niemego; zagrał m.in. w filmie Fritza Langa Metropolis (1926). Od 1932 był mężem aktorki Berty Drews, w tym samym roku urodził się jego pierwszy syn, aktor Jan George. Jego drugi syn, również aktor, Götz George urodził się w 1938. W okresie poprzedzającym wybuch II wojny światowej oraz w czasie jej trwania występował w filmach propagandowych, m.in. w wychwalającym Hitler-Jugend filmie Hitlerjunge Quex oraz nawoływał w prasie do obrony Berlina w 1945. Nigdy nie był członkiem NSDAP. W okresie, kiedy był dyrektorem berlińskiego teatru, wystawiał przede wszystkim klasykę, zatrudniał również Żydów i komunistów, dzięki czemu mogli oni uniknąć wywiezienia do obozów koncentracyjnych. W 1940 wystąpił w głośnej antysemickiej produkcji Jud Süß (Żyd Süss) w reż. Veita Harlana, a w 1945 – historycznym filmie Kolberg (Kołobrzeg), również w reż. Harlana, gdzie wcielił się w postać bohaterskiego burmistrza Kołobrzegu – Nettelbecka. Jego nazwisko figurowało na Gottbegnadeten-Liste (Lista obdarzonych łaską Bożą w III Rzeszy). Po wojnie aresztowany przez Sowietów i osadzony w specjalnym obozie NKWD Sachsenhausen, gdzie oficjalnie zmarł po operacji ślepej kiszki.
Okresowi uwięzienia i śmierci Georga poświęcony jest film Diese verlauste nackte Leben (To wszawe nagie życie) w reż. Hansa-Christophera Blumenberga.